# Ed Westwick
Ed Westwick (Stevenage, 27 juni 1987) is een Engels acteur en zanger die het meest bekend is geworden door zijn rol als Chuck Bass in het televisiedrama Gossip Girl. Tevens verscheen hij in diverse films, waaronder S. Darko (2009), Chalet Girl (2011), J. Edgar (2011) en Romeo and Julliet (2013). Daarnaast is hij leadzanger in de rockband The Filthy Youth.

## Leven en carrière
Westwick is geboren en opgegroeid in Stevenage als zoon van Carole, een educatieve psycholoog, en Peter Westwick.. Hij is de jongste van drie broers. Toen hij zes was, volgde hij muzieklessen en ging hij naar toneelschool. Hij ging naar The Barcley School en daarna naar het North Hertfordshire College. Zijn vroege carrière begon met verschijningen in de Britse televisieseries Doctors als Holden, Casuality als Johnny Cullin en Afterlife als Darren. Zijn film carrière bestaat verder uit Breaking and Entering, Children of Men en Son of Rambow.
In 2007 werd Westwick gecast als Chuck Bass bij de tienerdramaserie Gossip Girl, gebaseerd op de gelijknamige boeken, geschreven door Cecily von Ziegesar. Voor deze rol deed hij alsof hij een Amerikaans accent had, gebaseerd op het karakter Carlton Banks van The Fresh Prince of Bel-Air. Door het succes van de show, werd hij een van de Meest Sexy Mannen in Leven genoemd door People. verscheen het volgende jaar op zijn "100 Mooiste" lijst met de hele cast van Gossip Girl, won twee prijzen in 2008 en 2009 voor Beste TV Schurk op de Teen Choice Awards, en werk Breakthrough Talent genoemd door GQ in 2010. Entertainment Weekly zette Westwick's karakter Chuck Bass op de eerste plaats in hun "Best geklede TV karakters van 2008" lijst (verbonden met Leighton Meester's karakter Blair Waldorf), net als in hun "Beste optreden"lijst met Meester. Westwick zei: "Er was niet veel werk in Groot-Brittannië. Ik was voor slechts een maand in Los Angeles en kreeg deze show. Het heeft mijn leven veranderd."

## Privéleven
Westwick is getrouwd met actrice Amy Jackson.

## Filmografie
Film 2020= enemy lines
- Biblioteca Nacional de España: XX5231089
- Bibliothèque nationale de France: cb162683110 (data)
- Gemeinsame Normdatei: 1062486110
- International Standard Name Identifier: 0000 0001 1442 2579
- Library of Congress Control Number: no2008183839
- MusicBrainz: 883761a9-2f68-41ea-a8dd-94744b57b57b
- Système universitaire de documentation: 185638007
- Virtual International Authority File: 39208195
- WorldCat: E39PBJgHhQB3HxcfGKDd3CR3Qq